# Blüten-Hartriegel
Der Blüten-Hartriegel (Cornus florida), auch Amerikanischer Blumen-Hartriegel genannt, ist eine Pflanzenart aus der Gattung der Hartriegel. Er stammt aus dem östlichen Nordamerika und wird in den gemäßigten Gebieten fast weltweit wegen seiner auffälligen Blütenstände gelegentlich als Zierpflanze verwendet.

## Beschreibung

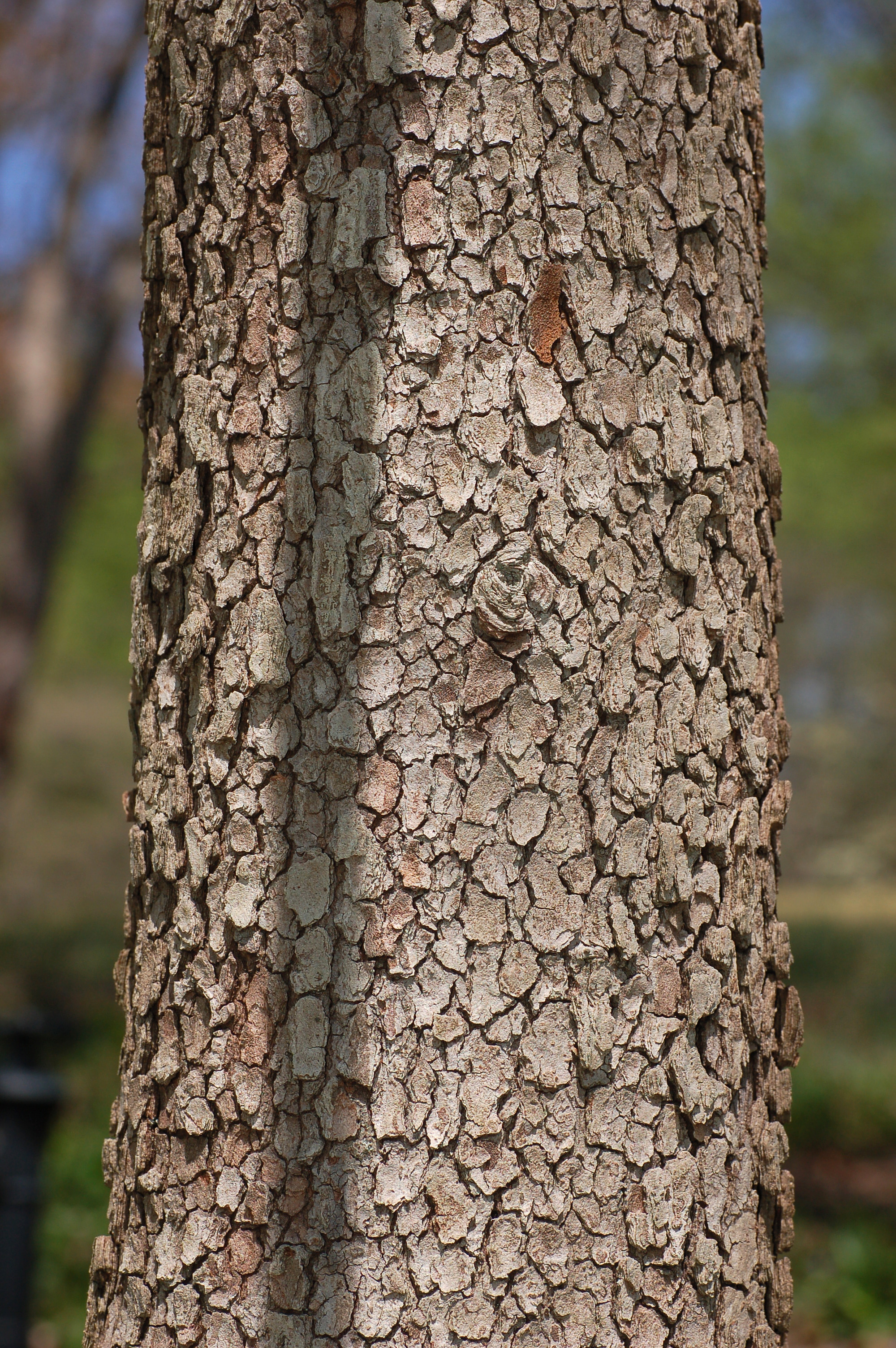
Stamm und Borke

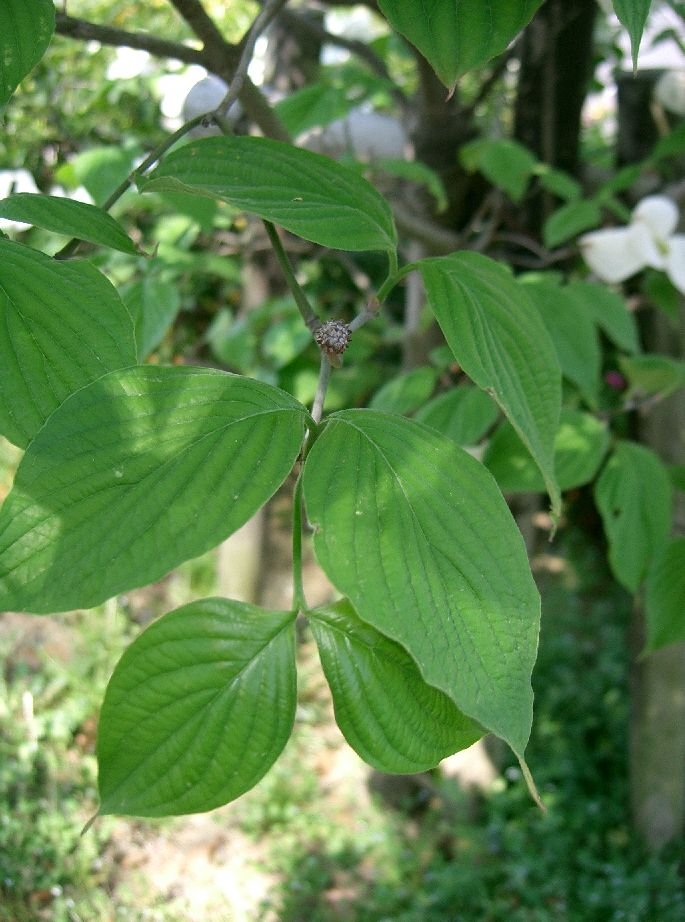
Gegenständige, einfache, leicht bogennervige Laubblätter

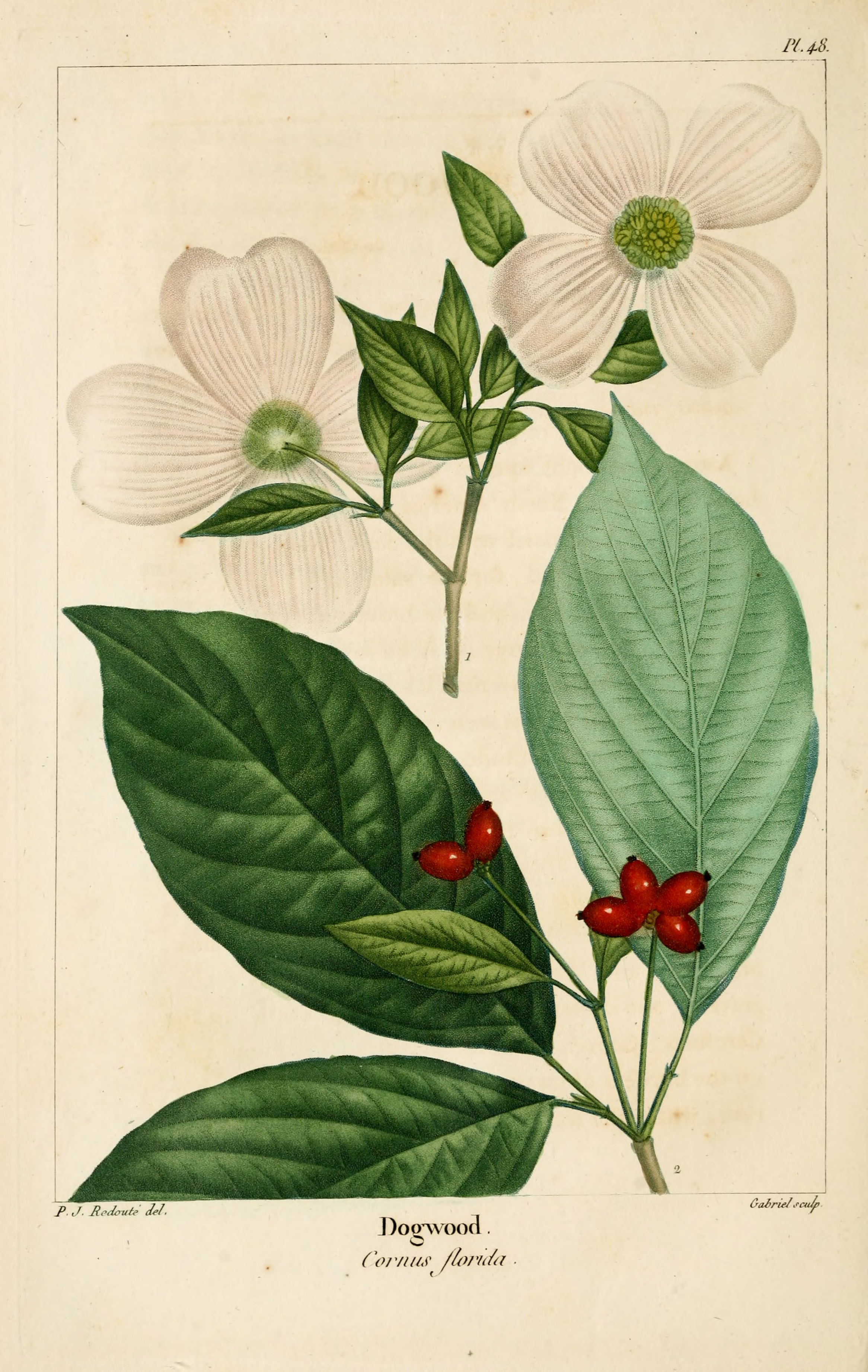
Illustration

### Vegetative Merkmale
Der Blüten-Hartriegel wächst in seinem natürlichen Verbreitungsgebiet als laubabwerfender Strauch oder kleiner Baum, der Wuchshöhen von bis zu 12 Metern erreichen kann, im Unterwuchs oder am Rand von Wäldern. Am nördlichen Rand seines Verbreitungsgebietes und meist auch in Kultur bleibt er kleiner und wächst strauchförmig. Die Krone ist ausgebreitet bis rundlich, oft wachsen die Seitenzweige fast waagrecht ausgreifend vom Stamm. Die Rinde der Zweige ist anfangs grünlich mit rötlicher Färbung auf der Sonnenseite, später wird sie grau, an dickeren Stämmen entwickelt sich eine rissige bis schuppige Borke. Die Winterknospen lassen sich deutlich in Blatt- und Blütenstandsknospen unterscheiden, letztere sind breit zwiebelförmig.
Das intensive Wurzelsystem bleibt flach unter der Bodenoberfläche, es ist empfindlich gegen Verdichtung, Überschwemmung und mechanische Verletzung. Ausläufer werden nicht gebildet.
Die gegenständig an den Zweigen angeordneten Laubblätter sind in Blattspreite und -stiel gegliedert. Die einfach, zugespitzte bis bespitzte, leicht behaarte bis kahle Blattspreite ist 7 bis 12 Zentimeter lang und wie bei vielen anderen Hartriegeln auch geformt; eiförmig bis elliptisch oder verkehrt-eiförmig, ganzrandig und neben der Mittelrippe mit fünf bis sechs nach vorne gebogenen Seitennerven. Im Austrieb sind sie gelblich grün, im Sommer stumpfgrün gefärbt, die Herbstfärbung ist leuchtend orangerot bis purpur. Die abgefallenen Laubblätter zersetzen sich außergewöhnlich schnell.

### Generative Merkmale
Im Frühjahr, etwas vor dem Blattaustrieb oder gleichzeitig mit diesem, entfalten sich die gelb-grünen, vierzähligen Blüten mit doppelter Blütenhülle. Etwa zwanzig sind zu kleinen kugelförmigen doldigen Blütenständen vereint, jede Dolde wird von vier weißen, selten auch rosa gefärbten Hochblättern eingefasst. Die Hochblätter sind schon an der Knospe im Winter zu erkennen, etwa 5 bis 10 Zentimeter lang und an der Spitze eingebuchtet. Oft hängen die Hochblätter lange mit den Spitzen aneinander fest, wenn sie sich entfalten.

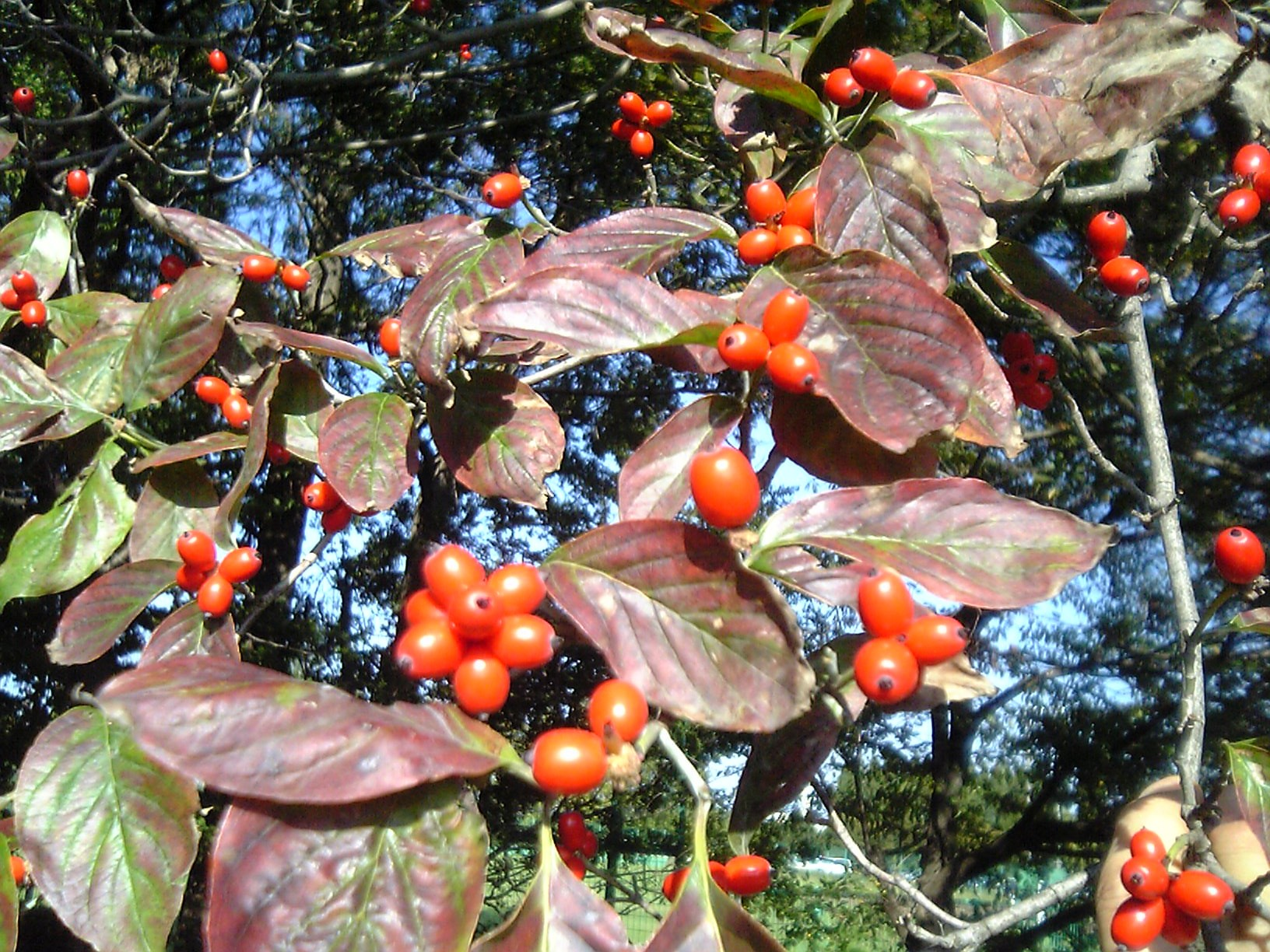
Blüten-Hartriegel im Herbst mit Früchten

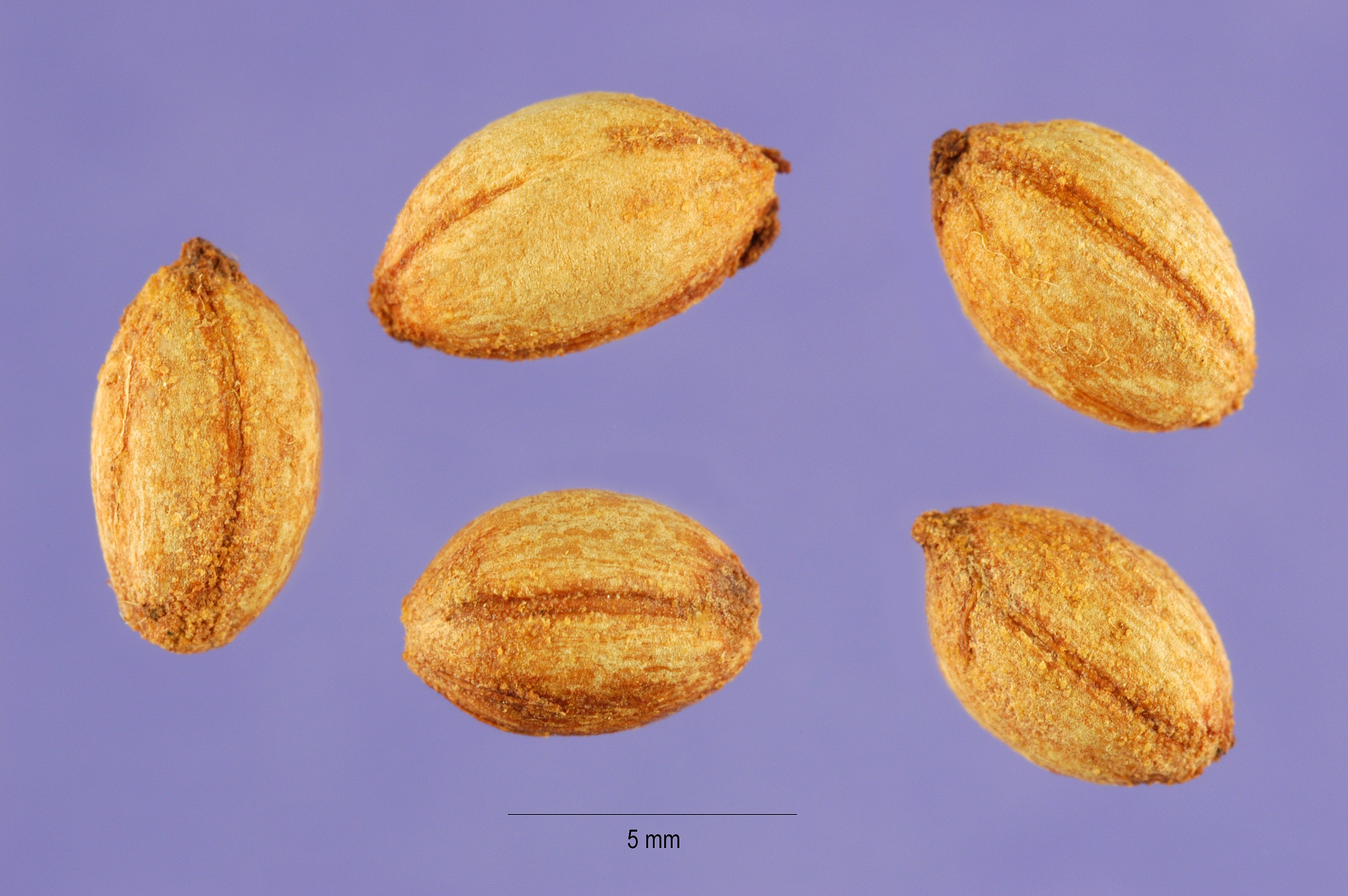
Steinkerne

Im Herbst färben sich die länglichen, beerenartigen Steinfrüchte rot. Im Gegensatz zu den asiatischen Blüten-Hartriegeln verwachsen die einzelnen Früchte des Blütenstandes nicht zu einem Fruchtverband. Die Früchte enthalten einen Kern, der im folgenden Frühjahr keimt, selten erst nach zwei Wintern. Die Früchte werden von zahlreichen Vögeln und Säugetieren gefressen, die damit für die Verbreitung sorgen (Zoochorie).

Einige Quellen sprechen davon, dass die Früchte für Menschen giftig seien, andere nennen sie essbar.

### Chromosomenzahl
Die Chromosomenzahl beträgt 2n = 22.

## Vorkommen
Cornus florida stammt aus dem östlichen Nordamerika, vom äußersten Süden Kanadas bis zum nördlichen Florida, von der Atlantikküste bis zum östlichen Texas und Oklahoma. Die Varietät Cornus florida var. urbiniana ist aus dem östlichen Mexiko bekannt.
Der Blüten-Hartriegel meidet trockene und staunasse Standorte, er wächst im Unterwuchs oder am Rand von Laub- und Kiefernwäldern. Cornus florida gedeiht meist auf durchlässigen, humosen Böden mit leicht saurem bis neutralem pH-Wert.

## Krankheiten
Der Pilz Discula destructiva, seit 1976 in Nordamerika nachgewiesen, verursacht die sogenannte Blattbräune (Anthraknose), die zum Absterben der Pflanze führt, Cornus florida ist in ihrem Verbreitungsgebiet deutlich dezimiert worden. Feuchte Standorte sind besonders betroffen. Cornus florida kann hier auch von der europäischen Weißbeerigen Mistel befallen werden, ist also ähnlich wie viele andere nordamerikanische Gehölzarten mit inzwischen mistelfesten europäischem Verwandten nicht mistelfest.

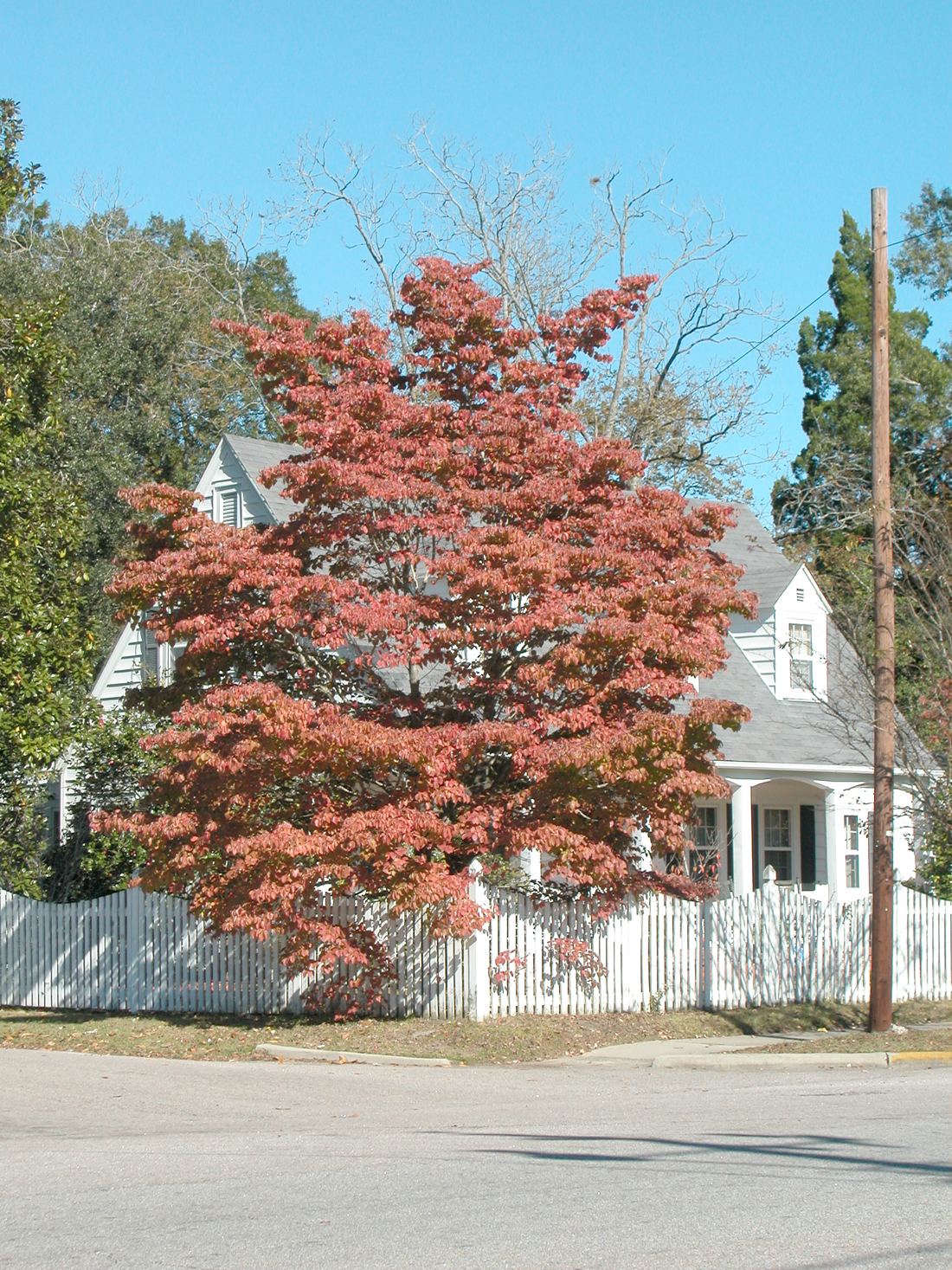
Herbstfärbung und Habitus eines großen Blüten-Hartriegels

## Taxonomie
Die Erstveröffentlichung von Cornus florida erfolgte durch Carl von Linné. Das Artepitheton florida bezieht sich nicht auf den US-Bundesstaat Florida, sondern auf die großen Hochblätter.

## Verwendung
Innerhalb des natürlichen Verbreitungsgebietes wird der Blüten-Hartriegel für naturnahe Pflanzungen und Hecken verwendet und ist ein verbreitetes Ziergehölz; er ist die „Staatsblume“ der US-Bundesstaaten Virginia und Missouri. Aufgrund des dichten, weitreichenden Wurzelsystems hemmt er die Erosion von Böden.
Wegen der auffälligen Hochblätter und der roten Herbstfärbung wird der Blüten-Hartriegel als Zierstrauch kultiviert. Er stellt dabei hohe Anforderungen an den Boden, benötigt eine gleichmäßige Wasserversorgung und eine hohe Luftfeuchtigkeit. Auch unter guten Bedingungen wächst er recht langsam mit einem Jahreszuwachs von zehn bis 15 Zentimetern. Deshalb eignet er sich am besten als Solitär-Strauch an besonders gepflegten Standorten.

Obwohl er Schatten erträgt, ist für eine reiche Blüte ein zeitweise besonnter Standort günstiger. An vollsonnigen Standorten ist eine gute Boden- und Luftfeuchtigkeit wichtig.
Es gibt zahlreiche Sorten, vor allem mit besonders großen oder rosa gefärbten Hochblättern. Selten werden auch Hängeformen, Sorten mit panaschierten Blättern oder mit gelben Früchten angetroffen. Einige Sorten besitzen mehr als vier Hochblätter.
- ‘Cherokee Chief’ – Intensiv rosa gefärbte Hochblätter
- ‘Cloud Nine’ – Große, weiße Hochblätter
- ‘Rubra’ – Unter diesem Namen sind verschiedene Typen mit mehr oder weniger intensiv rosa gefärbten Hochblättern im Handel
- ‘Eddie’s White Wonder’ – Eine Hybride zwischen Cornus florida und dem Pazifischen Blüten-Hartriegel (Cornus nuttallii)[9]

Die gärtnerische Vermehrung kann über Samen erfolgen, die nach dreimonatigem Kaltstratifizieren gut keimen. Sorten müssen über Stecklinge oder Veredelung vermehrt werden, damit werden auch schneller verkaufsfertige Pflanzen erzielt.